# الفضيل بن يسار
الفُضيل بن يسار فقيه ومحدث من أصحاب الإمام محمد الباقر والإمام جعفر الصادق. يُعد عند الشيعة من أصحاب الإجماع، وأجمعوا على وثاقته وفقاهته، وهو وجيه من وجهاء الشيعة، ذُكر اسمه في حوالي 254 موردًا من أسانيد روايات أهل البيت، وورد أنه توفي قبل سنة 148 هـ.

## حياته
الفُضيل بن يسار النهدي، مولى، أصله كوفي، نزل البصرة، ويكنى بأبي مسور، وقالوا: أن كنيته أبا القاسم، وقيل: أبو ميسور. لم يذكر أصحاب التراجم سنة محددة لوفاته، وقال بعضهم أنه توفي قبل سنة 148 هـ لأنه توفي في حياة الإمام الصادق.
لقد وردت روايات عن أهل البيت عند الشيعة تبين مكانة الفُضيل بن يسار عند الأئمة، ومنها ما روي عن أبي عبد الله أنه قال: «رحم اللَّه الفُضيل بن يسار وهو منَّا أهل البيت»، وكقوله: «من أحب أن ينظر لرجل من أهل الجنة فلينظر لهذا - الفُضيل بن يسار -». يُعّدُ الفُضيل بن يسار من أصحاب الإمام محمد الباقر والإمام جعفر الصادق.

## روايته للحديث
- روى عن: زكريا النقاض وعبد الواحد بن المختار الأنصاري.[6]
- روى عنه: عمر بن أذينة، وحريز بن عبد الله، وأبان بن عثمان، وعلي بن رئاب، وجميل بن دراج، والحسن بن زياد الصيقل، وحماد بن عثمان، وربعي بن عبد الله، والقاسم بن الفُضيل، ومحمد بن القاسم بن الفُضيل.[7]
- الجرح والتعديل: ذكره العالم السُنّي ابن حبان في الثقات، وقال: «يروى عن أبي جعفر محمد بن علي، روى عنه جرير بن حازم»، بينما قال محمد بن نصر المروزي: «رافضي كذاب».[8] أما عند الشيعة فهو من أصحاب الإجماع الذين يقبلون منهم كل رواياتهم. قال عنهم الكشي: «اجتمعت العصابة على تصديق هؤلاء الأولين من أصحاب أبي جعفر، وأصحاب أبي عبد اللّه، وانقادوا لهم بالفقه، فقالوا: أفقه الأولين ستة: زرارة، ومعروف بن خَرَّبوذ، وبريد، وأبو بصير الأسدي، والفضيل بن يسار، ومحمد بن مسلم الطائفي».[9]